# Voz en off

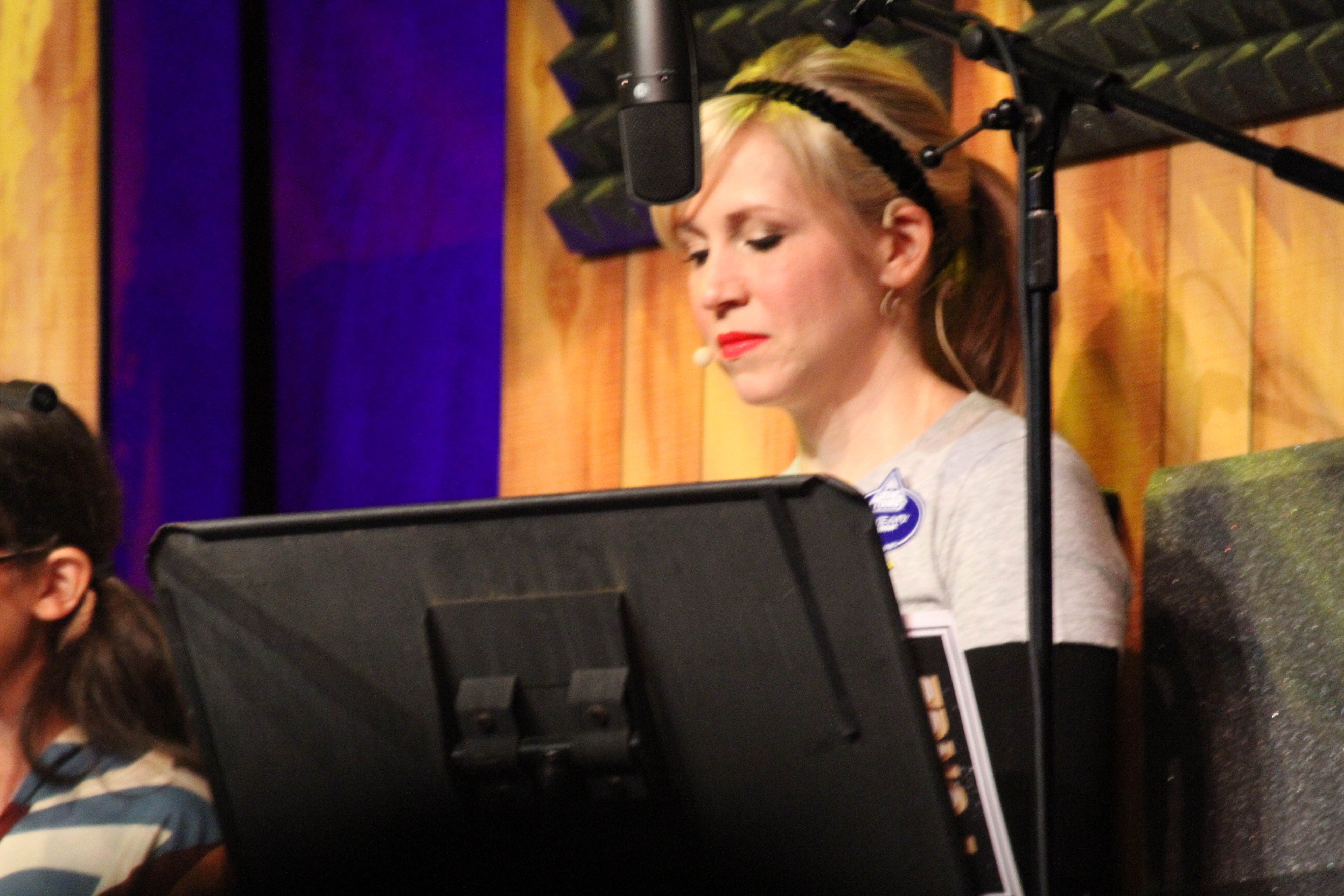
Ashley Eckstein realizando la voz en off de un programa de televisión.

La voz en off o voz superpuesta es una técnica de producción donde se retransmite la voz de un individuo que no está visualmente delante de la cámara durante una producción de televisión. Además, se utiliza en radio, cine, teatro, u otras presentaciones. Muchas veces es pregrabada y también es de uso común en documentales o reportajes para explicar la información o los acontecimientos. También puede ser interpretada por un especialista en actuación de voz.

## Tipos y usos de la voz enoff

### Como un recurso del personaje
Los directores pueden añadir una voz en off en la fase de producción porque el argumento o la motivación del personaje no es inmediatamente clara; por ejemplo Francis Ford Coppola añadió la voz en off al personaje del Capitán Willard en Apocalypse Now para clarificar los pensamientos e intenciones de Willard. En la versión de la película Moby Dick de 1956 de Herman Melville, Richard Basehart, como Ishmael, narra la historia y a veces comenta la acción en voz en off, igual que hace William Holden en las películas El crepúsculo de los dioses y Espía por mandato.
La técnica de voz en off también se usa para dar voces y personalidades a personajes de dibujos animados. Entre los actores de voz más sobresalientes y versátiles se encuentran Mel Blanc, Don Messick y Daws Butler.

### Como un recurso creativo
En las películas, el director de cine pone el sonido de una voz humana (o varias voces) sobre imágenes mostradas en la pantalla que pueden estar o no relacionadas con las imágenes mostradas. Por consiguiente, las voces en off se usan a veces para crear un contrapunto irónico. También, de vez en cuando pueden ser voces aleatorias no directamente relacionadas con la gente que se ve en la pantalla. En obras de ficción, la voz en off es usada a menudo por un personaje para reflexionar sobre su pasado, o por una persona externa a la historia que normalmente tiene un conocimiento más completo de los acontecimientos de la película que los otros personajes.
El género del cine negro está especialmente asociado con la técnica de voz en off.

### Como un recurso pedagógico o descriptivo
La voz en off tiene muchas aplicaciones en la no ficción también. Los telediarios están a menudo presentados como una serie de clips de vídeo de acontecimientos de interés periodístico (piezas informativas), con la voz en off de los periodistas describiendo el significado de las imágenes presentadas; estos se intercalan con videos de los presentadores de noticias describiendo las historias mientras no se muestra el video de los acontecimientos. 
Las retransmisiones deportivas en directo se muestran a menudo como voces en off de larga duración por locutores expertos sobre el video del evento deportivo. 
Los concursos de televisión antiguamente hacían un amplio uso de la voz en off para presentar concursantes y describir los premios disponibles o concedidos, pero esta técnica ha disminuido a medida que los concursos se han movido hacia premios predominantemente de dinero en efectivo.
Los comentarios en voz en off por un destacado crítico, historiador, o por el propio personal de producción son a menudo una importante característica de la publicación de películas de cine o documentales en DVD.
En este tipo de ejemplos en la que existe un narrador mal llamado "voz en off" es más exacto y correcto aplicar el término "voz over" o "voice over".

### Como un recurso publicitario
El uso de la voz en off en la publicidad ha sido popular desde el inicio de la radiodifusión.
En los primeros años, antes de que existiera una eficaz grabación y mezcla de sonido, los anuncios se producían "en directo" y en una única sesión en un estudio con el reparto completo, el equipo de sonido y, normalmente, una orquesta. Un patrocinador corporativo contrataba un productor, que contrataba escritores y actores de voz para interpretar comedia o drama.